# Tour Dónde Jugarán las Niñas
Es la primera gira que realizó la banda de rock mexicano Molotov. Comenzó el 11 de mayo de 1997 y terminó el 10 de diciembre de 1998. Se realizó para presentar su primer disco que se llama ¿Dónde jugarán las niñas?, a modo de parodia de un disco de la banda Maná. La primera etapa de la gira resultó ser corta, porque realizaron solo 9 shows en México, uno en Chile y otro en Argentina, más precisamente en el estadio de Ferro, en una nueva edición del Festival Alternativo. Al año siguiente, la banda siguió recorriendo el mundo con este disco, y se destaca el nuevo regreso a la Argentina para participar en nuevos festivales. Se encontraban preparando el segundo disco mientras realizaban la gira. Recorrieron también Alemania, España, Costa Rica y más. Después de finalizar su gira, la banda lanzó su segundo disco que se llama Apocalypshit.

## Lanzamiento del disco y gira

### 1997
El 11 de marzo sale el primer disco de la banda, que se titula ¿Dónde jugarán las niñas?, a modo de parodia del tercer disco de la banda mexicana Maná. Consta de 12 temas, de los cuales se destacan Puto, Gimme tha power, Voto latino y otros más. El 11 de mayo comienzan su gira en el Arena López Mateos. El 17 de agosto tocaron en Rion Rhin 44. El 27 de septiembre tocaron en el Deportivo Tlalli, y el 5 de noviembre tocaron por primera vez en Chile, en un recital desarrollado en el Court Central del Estadio Nacional, en el marco del Santiago Rock Festival. El 7 de noviembre, la banda toca por primera vez en Argentina, en una nueva edición del Festival Alternativo, que se desarrolló en el estadio de Ferro junto a otras bandas. El 1 de diciembre volvieron a México para tocar en el Patio Corona. El 5 de diciembre, la banda hace lo suyo en el Salón Rojo, y el 12 de diciembre tocaron en el Auditorio Coca Cola, donde Soda Stereo hizo lo suyo antes de terminar su gira el 20 de septiembre en el estadio de River. Despiden el año con tres shows en el Teatro Metropolitan los días 14, 15 y 16 de diciembre.

### 1998
Comienzan un nuevo año tocando el 2 de enero en el Hotel María Dolores, y el 5 de enero tocaron en La Casa de la Abuela. El 15 de enero regresaron otra vez a la Argentina para participar del Festival en el Bloque 1998, desarrollado en el Anfiteatro Municipal de Necochea. El 16 de enero tocaron en el Buenos Aires Vivo II desarrollado en Av. Figueroa Alcorta y Pampa. 13 días después regresaron a México para tocar en La Mulada. El 6 de marzo tocaron por primera vez en Costa Rica para dar un concierto en el Anfiteatro Hotel Herradura. El 24 de marzo regresaron nuevamente a la Argentina para participar del Festival de las Madres de Plaza de Mayo, aquel que tuvo lugar en el estadio de Rosario Central. Tocaron también La Renga, León Gieco y Todos Tus Muertos, entre otros. El 13 de abril tocaron por primera vez en los Estados Unidos para dar un show en The House of Blues, y días después en JC Fandango. El 30 de abril tocaron en el Palacio de los Deportes, y el 1 de mayo en Vertigo. El 2 de mayo participaron del Festimad 1998, desarrollado en el Parque El Soto. El 12 de mayo tocaron en El Alfil Negro, ya de regreso en México. El 3 de junio tocaron nuevamente en The House of Blues. El 23 y 24 de septiembre dieron dos shows en Colombia, desarrollados en el Palacio de los Eventos y el Palacio de los Deportes. Después dieron tres shows en Venezuela los días 25, 27 y 29 de septiembre. El 2 de octubre regresaron otra vez a la Argentina, donde participaron del Festival Surco 1998 junto a otras bandas. Se desarrolló en el Parque Sarmiento junto a Bersuit Vergarabat y otras bandas más. El 4 de octubre tocaron en el Teatro de Verano, donde tocaron alguna vez Los Redondos el 8 de diciembre de 1989. Entre el 7 y 24 de octubre dieron 12 conciertos en España, y el 31 de octubre tocaron por primera vez en Alemania, en un concierto desarrollado en Markthalle. Entre el 17 y 23 de noviembre dieron 6 shows en Estados Unidos, y el 28 de noviembre, en coincidencia con el concierto de La Renga en el estadio de Atlanta, la banda participa del Vive Latino 1998. El 8 de diciembre dieron un concierto en Canes Bar & Grill. El 10 de diciembre regresaron a México para tocar en el Auditorio Municipal. Así terminaron la gira.

## Conciertos
| Fecha                    | Ciudad                 | País           | Recinto                                |
| ------------------------ | ---------------------- | -------------- | -------------------------------------- |
| América del Norte        |                        |                |                                        |
| 11 de mayo de 1997       | Tlalnepantla de Baz    | México         | Arena López Mateos                     |
| 17 de agosto de 1997     | Ciudad de México       | México         | Rion Rhin 44                           |
| 7 de septiembre de 1997  | San Juan de Aragón     | México         | Tropi-Rock                             |
| 27 de septiembre de 1997 | Tlalnepantla de Baz    | México         | Deportivo Tlalli                       |
| América del Sur          |                        |                |                                        |
| 5 de noviembre de 1997   | Santiago de Chile      | Chile          | Court Central Estadio Nacional         |
| 7 de noviembre de 1997   | Buenos Aires           | Argentina      | Estadio Ferro Carril Oeste             |
| América del Norte        |                        |                |                                        |
| 1 de diciembre de 1997   | Guadalajara            | México         | Patio Corona                           |
| 5 de diciembre de 1997   | Toluca                 | México         | Salón Rojo                             |
| 12 de diciembre de 1997  | Monterrey              | México         | Auditorio Coca Cola                    |
| 14 de diciembre de 1997  | Ciudad de México       | México         | Teatro Metropolitan                    |
| 15 de diciembre de 1997  | Ciudad de México       | México         | Teatro Metropolitan                    |
| 16 de diciembre de 1997  | Ciudad de México       | México         | Teatro Metropolitan                    |
| 5 de enero de 1998       | Pachuca de Soto        | México         | La Casa de la Abuela                   |
| América del Sur          |                        |                |                                        |
| 15 de enero de 1998      | Necochea               | Argentina      | Anfiteatro Municipal                   |
| 16 de enero de 1998      | Buenos Aires           | Argentina      | Av. Figueroa y Pampa                   |
| América del Norte        |                        |                |                                        |
| 29 de enero de 1998      | Puebla de Zaragoza     | México         | La Mulada                              |
| América Central          |                        |                |                                        |
| 6 de marzo de 1998       | San José               | Costa Rica     | Anfiteatro Hotel Herradura             |
| 7 de marzo de 1998       | Ciudad de Guatemala    | Guatemala      | Plaza de Toros                         |
| América del Sur          |                        |                |                                        |
| 24 de marzo de 1998      | Rosario                | Argentina      | Estadio Rosario Central                |
| América del Norte        |                        |                |                                        |
| 13 de abril de 1998      | West Hollywood         | Estados Unidos | The House of Blues                     |
| 19 de abril de 1998      | Anaheim                | Estados Unidos | JC Fandango                            |
| 30 de abril de 1998      | Ciudad de México       | México         | Palacio de los Deportes                |
| 1 de mayo de 1998        | Houston                | Estados Unidos | Vertigo                                |
| Europa                   |                        |                |                                        |
| 2 de mayo de 1998        | Móstoles               | España         | Parque El Soto                         |
| América del Norte        |                        |                |                                        |
| 12 de mayo de 1998       | Ciudad de México       | México         | El Alfil Negro                         |
| 3 de junio de 1998       | West Hollywood         | Estados Unidos | The House of Blues                     |
| América del Sur          |                        |                |                                        |
| 23 de septiembre de 1998 | Medellín               | Colombia       | Palacio de los Eventos                 |
| 24 de septiembre de 1998 | Bogotá                 | Colombia       | Palacio de los Deportes                |
| 25 de septiembre de 1998 | Barquisimeto           | Venezuela      | Coliseo Hípico                         |
| 27 de septiembre de 1998 | Caracas                | Venezuela      | Estacionamiento del Hotel Eurobuilding |
| 29 de septiembre de 1998 | Valencia               | Venezuela      | Forum de Valencia                      |
| 2 de octubre de 1998     | Buenos Aires           | Argentina      | Parque Sarmiento                       |
| 4 de octubre de 1998     | Montevideo             | Uruguay        | Teatro de Verano                       |
| Europa                   |                        |                |                                        |
| 7 de octubre de 1998     | Madrid                 | España         | Sala La Riviera                        |
| 8 de octubre de 1998     | Zaragoza               | España         | Sala Multiusos                         |
| 10 de octubre de 1998    | Lugo                   | España         | Polideportivo Municipal                |
| 11 de octubre de 1998    | Avilés                 | España         | Sala Quattro                           |
| 13 de octubre de 1998    | Vigo                   | España         | Sala Nova Olimpia                      |
| 15 de octubre de 1998    | Valencia               | España         | Sala Varadero                          |
| 16 de octubre de 1998    | Granada                | España         | Palacio Municipal de los Deportes      |
| 17 de octubre de 1998    | Santa Cruz de Tenerife | España         | Plaza de Toros                         |
| 21 de octubre de 1998    | Barcelona              | España         | Sala Zeleste                           |
| 22 de octubre de 1998    | Lérida                 | España         | Pavelló Nou dels Camps Elisis          |
| 23 de octubre de 1998    | Pamplona               | España         | Pabellón Anitasuna                     |
| 24 de octubre de 1998    | Bilbao                 | España         | Frontón de Balmaseda                   |
| 31 de octubre de 1998    | Hamburgo               | Alemania       | Markthalle                             |
| América del Norte        |                        |                |                                        |
| 17 de noviembre de 1998  | Nueva York             | Estados Unidos | Roseland Ballroom                      |
| 18 de noviembre de 1998  | Portland               | Estados Unidos | State Theatre                          |
| 20 de noviembre de 1998  | Asbury Park            | Estados Unidos | Convention Hall                        |
| 21 de noviembre de 1998  | Filadelfia             | Estados Unidos | Electric Factory                       |
| 22 de noviembre de 1998  | Worcester              | Estados Unidos | The Palladium                          |
| 23 de noviembre de 1998  | Providence             | Estados Unidos | Lupo's Heartbreak Hotel                |
| 28 de noviembre de 1998  | Ciudad de México       | México         | Foro Sol                               |
| 8 de diciembre de 1998   | San Diego              | Estados Unidos | Canes Bar & Grill                      |
| 10 de diciembre de 1998  | Tijuana                | México         | Auditorio Municipal                    |

## Formación durante la gira
- Tito Fuentes - Voz y guitarra
- Micky Huidobro - Guitarra rítmica
- Paco Ayala - Bajo
- Randy Ebright - Batería